# Bruno Niederbacher
Bruno Karl Niederbacher (* 1967 in Bruneck, Südtirol, Italien) ist römisch-katholischer Theologe und Philosoph, der als Jesuit und Hochschullehrer in Österreich tätig ist.

## Leben
Er besuchte von 1973 bis 1981 die Grundschule in Uttenheim und die Mittelschule "Dr. Josef Röd" in Bruneck und von 1981 bis 1986 das Humanistisches Gymnasium "Nikolaus Cusanus" in Bruneck. Er studierte von 1986 bis 1989 Fachtheologie an der Universität Innsbruck und nebenbei Musik am Konservatorium der Stadt Innsbruck. Von 1989 bis 1991 absolvierte er das Noviziat der Gesellschaft Jesu in Innsbruck (Währenddessen Praktika im Krankenhaus Lainz, in der Stahlverarbeitung in Linz und in der Obdachlosenarbeit in Wien).
Von 1991 bis 1993 studierte er Philosophie an der Hochschule für Philosophie. Von 1993 bis 1995 war er Jugendarbeit im Jugendhaus der Jesuiten "MK" in Innsbruck tätig. Von 1995 bis 1997 studierte er Theologie am Heythrop College Master of Theology (Praktikum im St. Josef's Hospice in London). Von 1997 bis 1999 war er Sozius des Novizenmeisters im Noviziat der Gesellschaft Jesu in Innsbruck; Mitglied im Team der Berufungspastoral der Jesuiten. Von 1999 bis 2005 war er Vertragsassistent am Institut für Christliche Philosophie an der Theologischen Fakultät der Universität Innsbruck.
Nach der Promotion am 20. November 2003 an der Albert-Ludwigs-Universität Freiburg bei Klaus Jacobi (Dissertation: Glaube als Tugend bei Thomas von Aquin. Zur erkenntnistheoretischen und religionsphilosophischen Relevanz des thomasischen Ansatzes) war er von 2006 bis 2010 wissenschaftlicher Mitarbeiter Kategorie I am Institut für Christliche Philosophie an der Theologischen Fakultät der Universität Innsbruck. Von 2010 bis 2012 lehrt er als Assistenz-Professor am Institut für Christliche Philosophie. Nach der Habilitation 2011 im Fach Christliche Philosophie (Bescheid vom 1. August 2011) ist er seit 2012 Assoziierter Professor am Institut für Christliche Philosophie. Von 2013 bis 2017 leitete er das Institut für Christliche Philosophie. Von 2014 bis 2017 war er Präses des Institutum philosophicum oenipontanum.
In der Forschung beschäftigt er sich in erster Linie mit Fragen der Metaethik: Gibt es moralische Wahrheit? Können moralische Sätze wahr sein? Gibt es so etwas wie moralische Tatsachen, die als Wahrmacher für moralische Sätze fungieren? Ferner beschäftigt er sich mit der Frage, inwiefern Moral mit Religion zusammenhängt, z. B. ob das Gutsein von menschlichen Handlungen metaphysisch vom Gutsein Gottes abhängt. Schließlich interessiert er sich auch für die Frage, ob Emotionen bei der moralischen Erkenntnis eine Rolle spielen.

## Schriften (Auswahl)
- Glaube als Tugend bei Thomas von Aquin. Erkenntnistheoretische und religionsphilosophische Interpretationen (Münchener philosophische Studien. Neue Folge, Bd. 24). Kohlhammer Stuttgart 2004, ISBN 3-17-018530-6 (zugleich Dissertation, Freiburg im Breisgau 2003).
- Erkenntnistheorie moralischer Überzeugungen. Ein Entwurf. (Philosophische Analyse, Band 45). De Gruyter, Berlin 2011, ISBN 978-3-11-032580-5.
- The Relation of Reason to Faith. In: Brian Davies / Eleonore Stump (eds.) The Oxford Handbook of Aquinas. Oxford 2012, 337–347.[1]
- The human soul: Augustine's case for soul-body dualism. In: Meconi, David; Stump, Eleonore (Eds.), The Cambridge Companion to Augustine, 2nd edition, Cambridge 2014, 125–141.[2]
- Anthropological Hylomorphism. In: Farris, Joshua R. and Taliaferro, Charles (Eds.), The Ashgate Research Companion to Theological Anthropology. Farnham: Ashgate, 2015, 113–124.[3]
- Metaphysical Supernaturalism and Morally Worthy Actions. In: European Journal for Philosophy of Religion 8/3, 2016, 59–74.[4]
- Metaethik. Kohlhammer Stuttgart 2021, ISBN 978-3-17039628-9.